# Благовещение
Вижте пояснителната страница за други значения на Благовещение.
Благовещение (на гръцки: Εὐαγγελισμός [τῆς Θεοτόκου]; на латински: Annuntiatio – възвестяване) е евангелско събитие, при което Богородица научава, че ѝ е отредено да роди Иисус Христос.
Благовещението се отбелязва от християнските църкви със специален празник – Благовещение (наричано и Благовец). В България той се празнува и като Ден на майката и жената, с повече наблягане на религиозните им роли, отколкото в светските Ден на жената и Ден на майката. Това е един от големите християнски празници и е ежегодно отбелязван на 25 март по Григорианския и Новоюлианския календар, а от придържащите се за богослужебни цели към Юлианския календар - на съответстващия на 25 март по него 7 април в Григорианския календар.

Празникът символизира благата вест, която Архангел Гавраил донася на Дева Мария, че ще роди Божия Син – Спасителя. Благовещение се празнува в началото на пролетта, което е символ на новото начало и събуждането на живота. Празникът носи послания за надежда, радост, доброта и изпълнени желания, затова на този ден имен ден празнуват хора с имена, които са свързани с тези значения.

## Благата вест
Според „Библията“ (Евангелието от Лука, глава 1, ст. 26 – 38), преди да забременее с Исус Христос, майка му – Дева Мария (наричана в тази част девицата Мариам), жителка на Назарет, Галилея, но преди това и от детинство – на Йерусалим, където живее във Втория храм, – е известена за предстоящето ѝ от Архангел Гавриил, който ѝ съобщава или напомня и за зачеването на Йоан Кръстител:
| „ | 26. А на шестия месец бе изпратен от Бога Ангел Гавриил в галилейския град, на име Назарет, 27. при една девица, сгодена за мъж, на име Иосиф, от дома Давидов; а името на девицата беше Мариам. 28. Ангелът влезе при нея и рече: радвай се, благодатна! Господ е с тебе; благословена си ти между жените. 29. А тя, като го видя, смути се от думите му и размисляше, какъв ли е тоя поздрав. 30. И рече ѝ Ангелът: не бой се, Мариам, понеже ти намери благодат у Бога; 31. и ето, ти ще заченеш в утробата, ще родиш Син и ще Го наречеш с името Иисус. 32. Той ще бъде велик и ще се нарече Син на Всевишния; и ще Му даде Господ Бог престола на отца Му Давида; 33. и ще царува над дома Иаковов довеки, и царството Му не ще има край. 34. А Мариам рече на Ангела: как ще бъде това, когато аз мъж не познавам? 35. Ангелът ѝ отговори и рече: Дух Светий ще слезе върху ти, и силата на Всевишния ще те осени; затова и Светото, Което ще се роди от тебе, ще се нарече Син Божий. 36. Ето и Елисавета, твоя сродница, наричана неплодна, и тя зачена син в старините си, и е вече в шестия месец; 37. защото у Бога няма да остане безсилна ни една дума. 38. Тогава Мариам рече: ето рабинята Господня; нека ми бъде по думата ти. И Ангелът си отиде от нея. | “ |

## Имен ден
Благовещение (25 март) се празнува и като имен ден на:
1. Блага, Благой, Благовест, Благовеста, Благина, Благовестин  - Тези имена са пряко свързани с „блага вест“ и „благост“ – централното послание на празника.
2. Желиян, Желияна, Желан, Желана, Желко, Жела, Жельо  - Тези имена произлизат от „желание“ или „желан“. Празникът символизира радостта и надеждата, че дългоочакваното желание ще се сбъдне, което прави тези имена естествени за този ден.
3. Ева, Евелина, Евгений, Евгения, Еви  - Името Ева означава „живот“ – символ на началото, което носи радост и надежда. Евгений и Евгения означават „благороден/а“, което също ги свързва с добротата и благата вест.
4. Радост, Радостин, Радостина, Радка, Радко  - Тези имена символизират радостта, която благата вест донася на света.
5. Вангел, Вангелия, Евангелина, Евангелос  - На гръцки „евангелие“ означава „блага вест“. Имената Вангел и Евангелина са директно свързани с празника.
6. Надежда, Надя, Нади  Името „Надежда“ символизира вярата и упованието в доброто, което е ключово послание на Благовещение.
7. Добрин, Добромир, Добромира, Добрина, Добрил, Добрена  - Тези имена се свързват с добротата и позитивните значения на благата вест.

Имената, свързани с надежда, радост и благост, отразяват духовната светлина и очакването на нещо добро. На този ден всеки именник получава поздравления и пожелания за здраве, щастие и сбъдване на най-съкровените му желания.

## Храмове в България
В България има няколко храма, посветени на Благовещение, според регистъра на храмовете на регистрираните вероизповедания към Дирекцията по вероизповеданията на Министерския съвет. Основната част от тях са под юрисдикцията на Българската православна църква. Католическата църква в България също има няколко храма, посветени на Благовещение.
Храмовете към БПЦ са:
- черква „Света Богородица - Благовещение“ в Асеновград - известна е още като „Рибната“. В храма се намира чудотворна икона на Света Богородица[2]. Храмът е част от Пловдивска епархия на БПЦ;
- черква „Свето Благовещение“ във Ветрен - част от Старозагорска епархия;
- черква „Свето Благовещение“ в Житуша[3] - част от Софийска епархия;
- черква „Свето Благовещение“ в Керека - част от Великотърновска епархия;
- черква „Свето Благовещение Богородично“ в Провадия - част Варненска и великопреславска епархия;
- черква „Свето Благовещение“ в Радловци - част от Софийска епархия;
- черква „Свето Благовещение“ в Радомир - храмът е в строеж[4]. Част от Софийска епархия;
- черква „Свето Благовещение Богородично“ в Разлог - част от Неврокопска епархия;
- черква „Свето Благовещение“ в Реброво[5] - част от Софийска епархия;
- черква „Свето Благовещение“ в София - намира се в квартал „Дружба 2“[6]. Част от Софийска епархия;
- черква „Свето Благовещение“ в Црънча - част от Пловдивска епархия;
- черква „Свето Благовещение“ в Шейново - част от Старозагорска епархия;
- параклиси, посветени на Благовещение, има в селата: Бабинци[7], Бата, Брестник, Соволяно, Яворница.

Храмовете към Католическата църква са:
- енорийски черква „Благовещение Господне“ във Варна - част от Никополската епархия на Католическата църква от западен обред;
- параклис „Благовещение Господне“ в София - намира се в сградата на Епископската конференция на Католическата църква в България.

Извън регистъра на храмовете на регистрираните вероизповедания към Дирекцията по вероизповеданията има още един храм, посветен на Благовещение в България - това е Копиловският манастир край едноименното кюстендилско село. Манастирът е част от гръцка старостилна разколническа група. 

## Други
На благата вест е наречена улица в квартал „Факултета“ в София (Карта).